# Alfred Guth
Alfred Guth (geboren 27. Juli 1908 in Wien, Österreich-Ungarn; gestorben 13. November 1996 in Los Angeles) war ein austroamerikanischer Schwimmer.

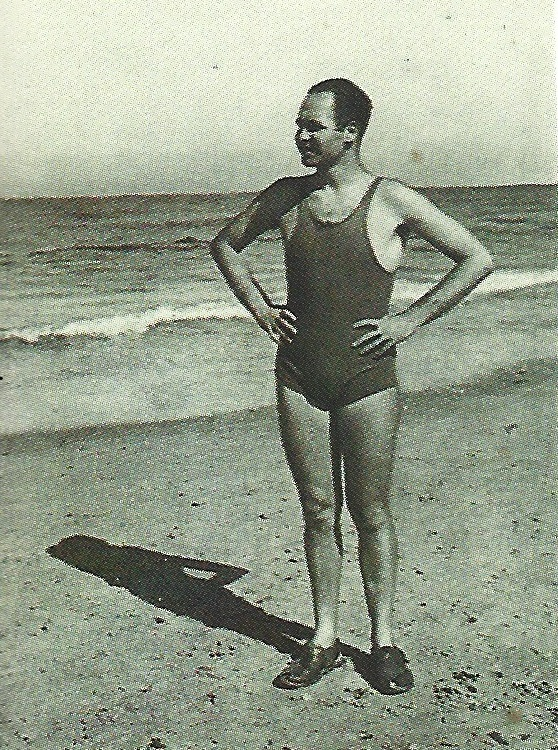
Hans Casparius: Alfred Guth (1934)

## Leben
Alfred Guth wurde Mitglied in der Knabengruppe der Schwimmsektion des SC Hakoah Wien unter dem Trainer Zsigo Wertheimer. Er gewann in den Jahren 1924 bis 1932 das Langstreckenschwimmen Quer durch Wien mit Ausnahme des Jahres 1929, als er Zweiter wurde. Er nahm 1927 mit der österreichischen Wasserballmannschaft an den Europameisterschaften in Bologna teil, die Mannschaft erreichte den sechsten Platz.
Guth gewann 1932 bei der Makkabiade im Völkerbundsmandat für Palästina eine Goldmedaille im 1500-m-Schwimmen und zwei Silbermedaillen im 400 m Freistil und in der 4 × 200-m-Freistilstaffel.
Obwohl viele österreichische Juden die Olympischen Sommerspiele 1936 im nationalsozialistischen Deutschland boykottierten, nahm Guth in Berlin am Modernen Fünfkampf teil. Er landete abgeschlagen auf dem 33. Platz. Sein Verein Hakoah schloss ihn darauf aus politischen Gründen aus.
Nach dem Anschluss Österreichs 1938 musste Guth als Jude nach London fliehen, wo er ebenfalls gemieden wurde. Er emigrierte in die USA und lebte in San Pedro (Los Angeles), wo er im Seniorenschwimmen aktiv wurde. Er stellte zwischen 1972 und 1989 eine Reihe von Schwimmrekorden in seinen verschiedenen Altersgruppen auf.